# Krusjevska reka
Krusjevska reka (bulgariska: Крушевска река) är ett vattendrag i Bulgarien.   Det ligger i regionen Plovdiv, i den centrala delen av landet, 160 km sydost om huvudstaden Sofia.
I omgivningarna runt Krusjevska reka växer i huvudsak blandskog. Runt Krusjevska reka är det glesbefolkat, med 18 invånare per kvadratkilometer.